# Ain Mediouna
Ain Mediouna (àrab عين مديونة) és una comuna rural de la província de Taounate de la regió de Fes-Meknès. Segons el cens de 2014 tenia una població total de 15.770 persones.